# Christophe Boisvieux
Christophe Boisvieux est un photographe, auteur et journaliste français né le 17 octobre 1960 à Chatou. Son travail porte essentiellement sur les cultures du monde et le rapport entre l'Homme et le sacré, à travers des reportages sur le christianisme, le bouddhisme, le chamanisme et les grandes religions de l’Inde.  
Soutenu par Robert Doisneau à ses débuts, il est aujourd'hui auteur de plusieurs livres de voyage sur l'Asie et l'Europe et collabore périodiquement avec des magazines tels que VSD, Grands Reportages, GEO, Le Monde des religions. 

## Biographie
Né le 17 octobre 1960 à Chatou, Christophe Boisvieux s’oriente vers la photographie et le journalisme à la fin d'une licence de Sciences économiques, inspiré par le travail d'Henri Cartier-Bresson, Robert Doisneau, Marc Riboud et Édouard Boubat et mû par « l'illusion d'arrêter le temps ».
Dès ses débuts, en 1983, il reçoit le soutien de Robert Doisneau pour son travail sur Paris en noir et blanc à travers une mise en lumière dans la section "Jeunes Reporters"  : « C'est très important d'offrir des images qui rendent le quotidien plus léger et c'est très rare de rencontrer des gens qui sont heureux d'être au monde et d'y voir tout simplement bien clair. »
En 1984, il est sélectionné comme Lauréat du prix photographique Air France / Ville de Paris et commence sa carrière de photojournaliste. Il se rend en Irlande, en Corée, puis dans d'autres pays à travers le monde. Son travail photographique est notamment remarqué par Jean-Claude Gautrand lors d'une de ses premières expositions à l'Espace Canon, qui le retient alors pour le faire figurer dans son livre le Paris des photographes.
Il collabore depuis périodiquement avec des magazines français et internationaux (VSD, Grands Reportages, GEO, Le Monde des religions, Bild, Paris Match…) par l'intermédiaire de reportages sur le christianisme, le bouddhisme, le chamanisme et les grandes religions de l’Inde, au fil desquels « il s’efforce de vivre la vie des gens qu’il côtoie pour établir le contact le plus direct possible et pénétrer leur intimité, non en agresseur, mais en complice amical et compréhensif ».
Ses photographies et voyages lui ont notamment valu des expositions au Salon de la photo de Paris, au Musée d’art moderne de la ville de Paris, à la Mairie de Paris, et dernièrement à la mairie d'Issy-les-Moulineaux, ainsi que des apparitions médiatiques dans l'émission Sagesses Bouddhistes sur France 2 et dans Les vivants et les dieux sur France Culture. Elles sont notamment diffusées à ce jour par l'intermédiaire de la banque d'images internationale Getty Images.
Christophe Boisvieux est également auteur de plusieurs livres de voyage référencés au catalogue de la Bibliothèque nationale de France et publiés aux Éditions du Chêne, aux Éditions de Lodi et aux éditions Romain Pages. Parmi ses dernières publications figurent un ouvrage en collaboration avec Olivier Germain-Thomas sur le bouddhisme, Lumières du Bouddha, un ouvrage sur les Enfances du monde aux Éditions de Lodi, un sur la Birmanie et un sur les sagesses du monde intitulé Graines de Sagesses, aux Éditions Hozhoni. 

## Ouvrages
- Christophe Boisvieux et Klüks Anneliesse, Danemark, Romain Pages, coll. « Regards sur l'Europe », 1995 (ISBN 978-2-7242-6121-9)
- Christophe Boisvieux et Jean-Xavier Orsini, Corse. Île montagne, Éditions Vilo, coll. « Terres de passion », 2000, 191 p. (ISBN 978-2-7191-0344-9)
- Christophe Boisvieux et Jean-Pierre Chanial, Thaïlande, Vanves, Éditions du Chêne, coll. « Grands voyageurs », 2001, 159 p. (ISBN 978-2-8123-1375-2)
- Christophe Boisvieux et Jacqueline Wilmes, Vietnam, Éditions de Lodi, coll. « GEO Partance », 2002 (ISBN 978-2-84308-376-1)
- Christophe Boisvieux et Marie-Claude Gay, Provence-Côte d'Azur, Éditions de Lodi, 2002 (ISBN 978-2-84308-271-9)
- Christophe Boisvieux, Bretagne, Éditions de Lodi, 2003, 216 p. (ISBN 978-2-84690-029-4)[14]
- Christophe Boisvieux et Jean-Xavier Orsini, Corse, Éditions de Lodi, 2004, 215 p. (ISBN 978-2-84690-176-5)
- Christophe Boisvieux et Didier Sandman, Inde, Éditions de Lodi, coll. « GEO Partance », 2005, 215 p. (ISBN 978-2-84690-137-6)
- Christophe Boisvieux et Danièle Boone, Périgord-Quercy, Éditions de Lodi, 2005 (ISBN 978-2-84690-221-2)
- Christophe Boisvieux, Jean-François Battail et Marianne Battail, Scandinavie : Danemark, Norvège, Suède, Finlande, Islande, Éditions Vilo, coll. « Mémoires du monde », 2006 (ISBN 978-2-7191-0840-6)
- Christophe Boisvieux et Béatrice Pinard, Îles Bretonnes, Éditions de Lodi, 2006, 198 p. (ISBN 978-2-84690-220-5)
- Christophe Boisvieux et Danièle Boone, Prague, Éditions de Lodi, coll. « GEO Ville », 2006 (ISBN 978-2-84690-150-5)
- Christophe Boisvieux et Olivier Germain-Thomas, Lumières du Bouddha, Paris, Éditions de Lodi, 2007, 254 p. (ISBN 978-2-84690-266-3)
- Christophe Boisvieux, Enfances du Monde, Paris, Éditions de Lodi, 2008, 191 p. (ISBN 978-2-84690-295-3)
- Christophe Boisvieux et Jacqueline Wilmes, Viêt-Nam, Éditions de Lodi, coll. « GEO », 2009 (ISBN 978-2-84690-353-0)
- Christophe Boisvieux et Jacqueline Wilmes, Maroc, Éditions de Lodi, coll. « GEO », 2009 (ISBN 978-2-84690-352-3)
- Christophe Boisvieux, Birmanie - La terre d'Or, Lachapelle-sous-Aubenas, Éditions Hozhoni, 12 octobre 2017, 336 p. (ISBN 978-2-37241-035-9)
- Christophe Boisvieux, Graines de Sagesse, Éditions Hozhoni, 10 octobre 2018, 180 p. (ISBN 978-2-37241-067-0, lire en ligne)